# Emblema di Macao
L'emblema regionale di Macao è stato adottato il 20 dicembre 1999, dopo il trasferimento della sovranità del territorio di Macao dal Portogallo alla Cina. È ufficialmente un emblema regionale.

## Descrizione
L'emblema presenta gli stessi elementi raffigurati sulla bandiera di Macao in una figura circolare, ossia un fiore di loto bianco su sfondo verde scuro e cinque stelle di cui una, quella centrale, di dimensioni maggiori. Nell'anello bianco esterno è inserita la dicitura in caratteri cinesi tradizionali 中華人民共和國澳門特別行政區 ("Macao Regione amministrativa speciale della Repubblica Popolare Cinese") in contrasto con la forma abbreviata portoghese MACAU.

## Stemmi precedenti

Primo stemma
Secondo stemma
Stemma 1935-1999